# أسيد2
أسيد2 (بالإنجليزية: Acid2)‏ هو اختبار تم نشره وترويجه من قبل مشروع معايير الويب لتعريف عيوب إظهار صفحات الويب في متصفحات الويب والتطبيقات الأخرى التي تقوم بإظهار لغة ترميز النص الفائق. تم تسميته بهذا الاسم نسبة إلى اختبار الذهب (بالإنجليزية: Acid test)‏، وتم تطويره على غرار أسيد1، اختبار محدود نسبياً للتوافق مع معايير صفحات الطرز المتراصة النسخة 1.0 (CSS1). أسيد2 تم إطلاقه في 13 أبريل، 2005. كما هو الحال في اختبار أسيد1، الطريقة التي يقوم بها المتصفح في إظهار الاختبار يتم مقارنتها مع صورة مرجعية. في حالة التطابق، يتم اعتبار المتصفح قد نجح في الاختبار.
في 31 أكتوبر 2005، سفاري 2.0.2 أصبح أول متصفح ينجح في الاختبار وتبعه أوبرا وكونكرر وفيرفكس وأخرون. بإطلاق إنترنت إكسبلورر 8 في 19 مارس، 2009، النسخ الأخيرة من جميع المتصفحات الشهيرة بإمكانها اجتياز الاختبار. المتصفحات الأكثر حداثة مثل جوجل كروم (المعتمد على إطار عمل وب كت المستعمل في سفاري) بإمكانها أيضاً اجتياز الاختبار. اختبار أسيد3 تبع اختبار أسيد2.

## تطبيقات غير متوافقة

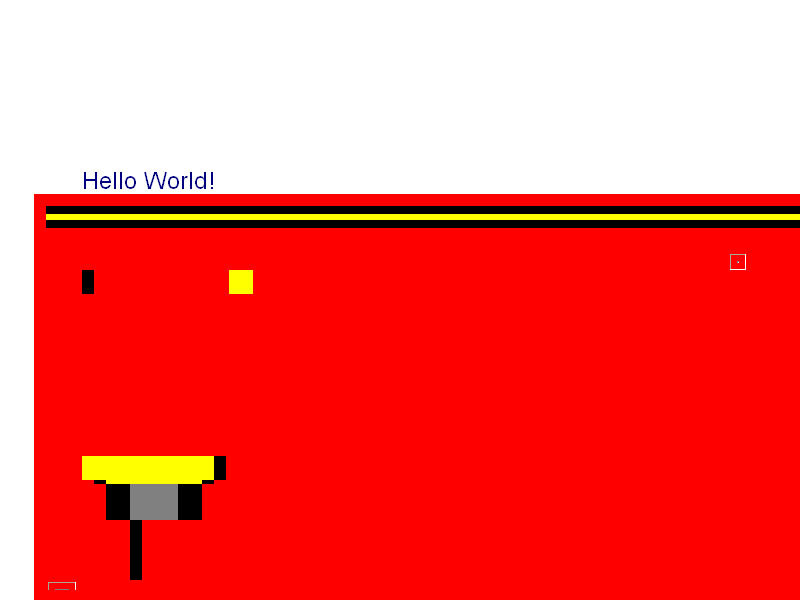
إنترنت إكسبلورر 6
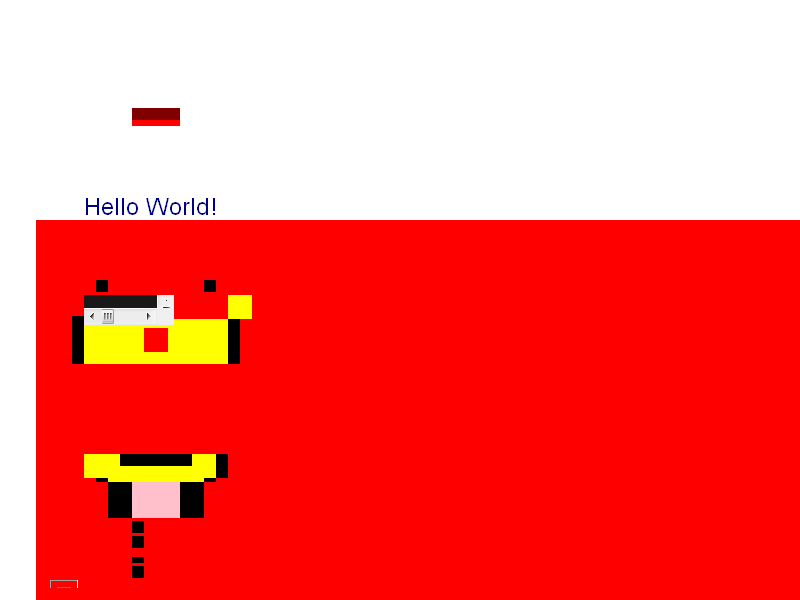
إنترنت إكسبلورر 7
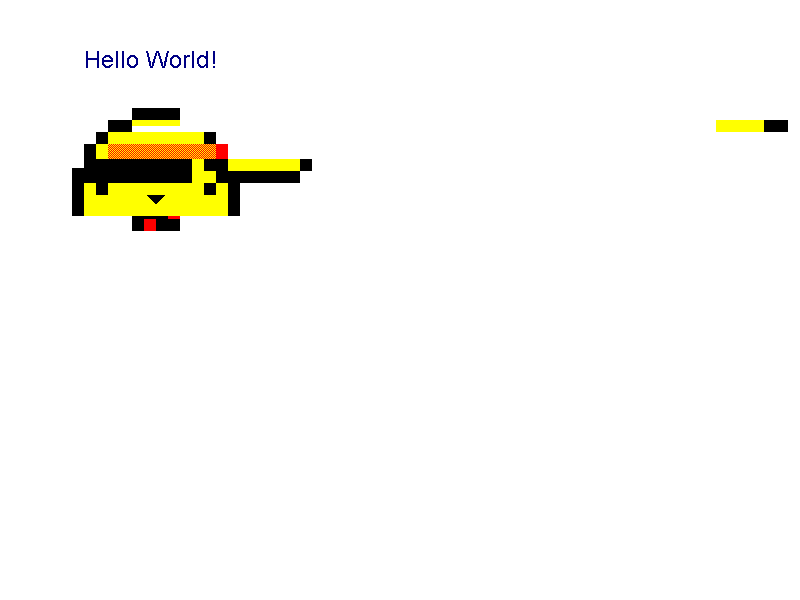
فيرفكس 1.0، موزيلا 1.7.13، كامينو 1.6، نتسكيب 7.2
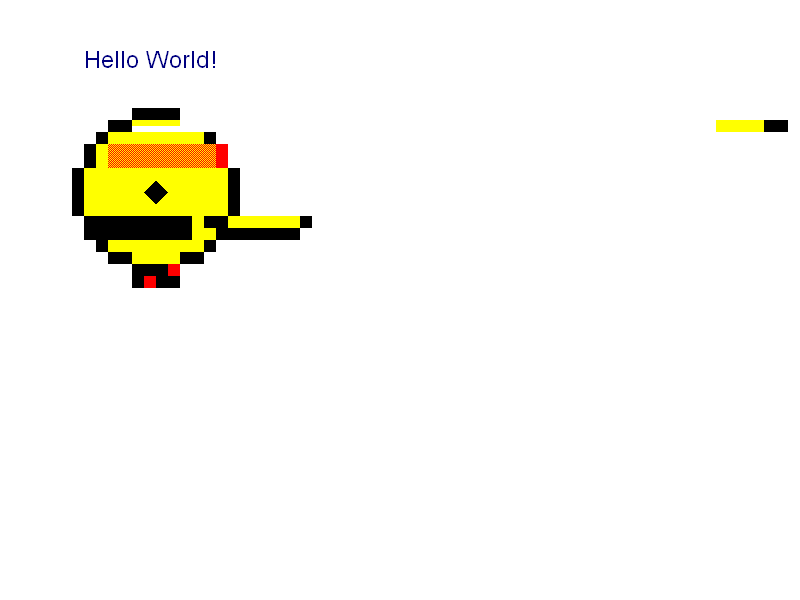
فيرفكس 1.5 و2.0، سي منكي 1.1
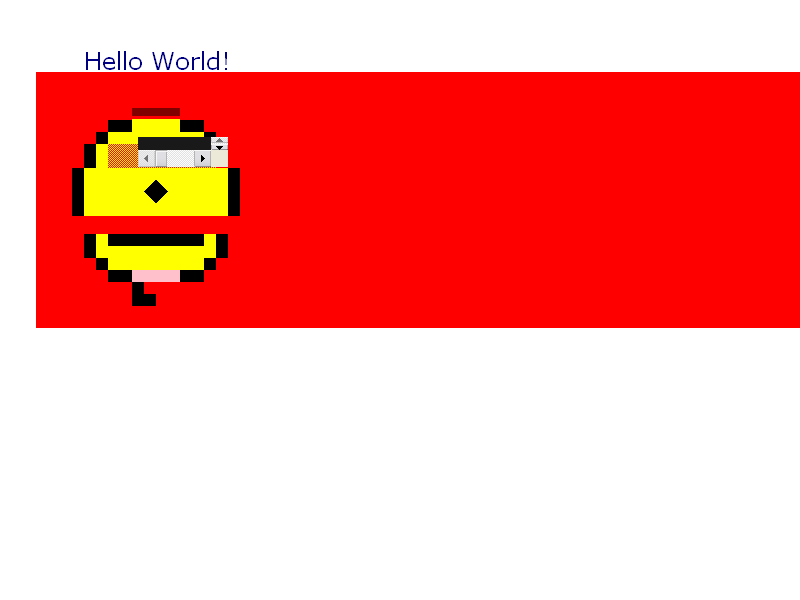
أوبرا 8.0
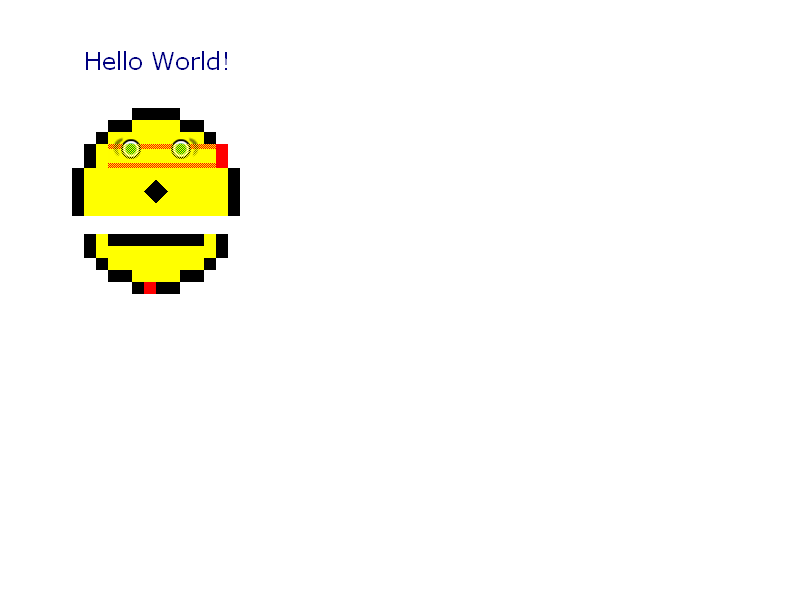
أوبرا 8.54
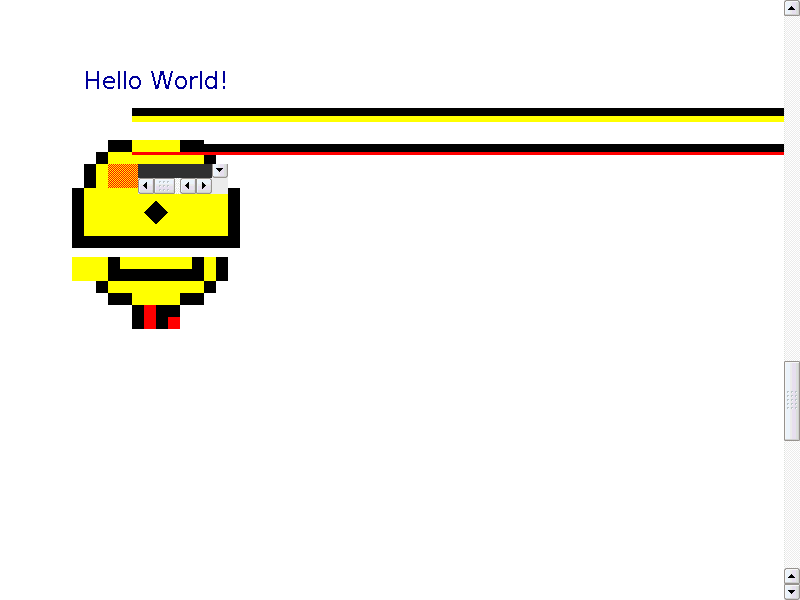
كونكرر 3.4
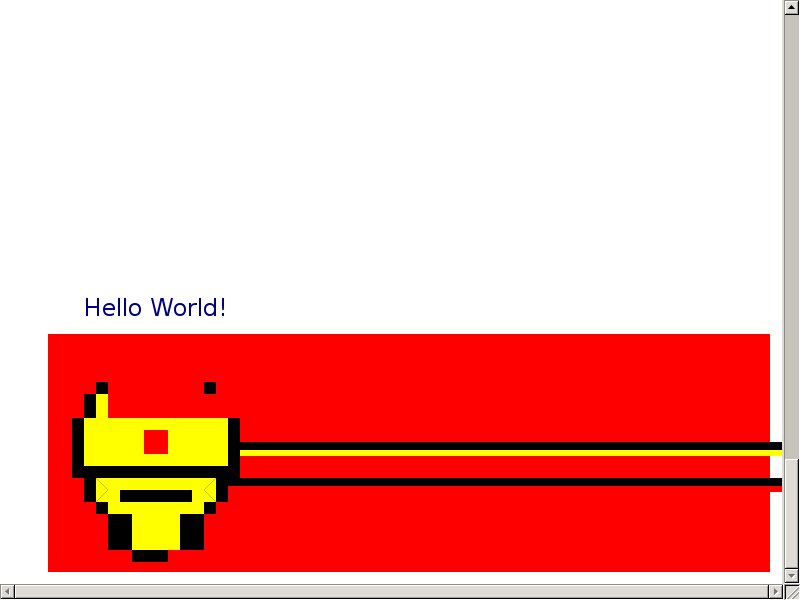
نت سيرف 1.2
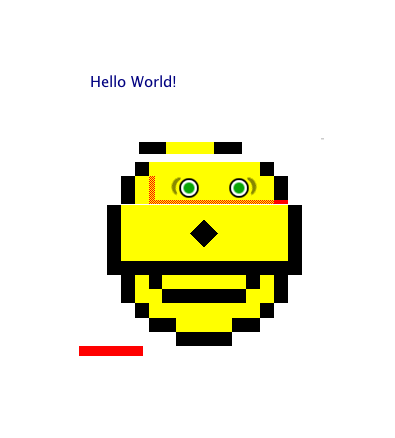
أوبرا ميني 4
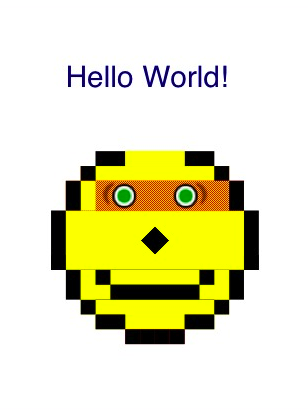
موبايل سفاري 3.1

على الرغم من أن أوبرا ميني يعتمد على نفس محرك التصميم المستعمل في أوبرا للحواسيب الشخصية، إلا أنه لم يجتاز اختبار أسيد2. هذا بسبب أن أوبرا ميني يقوم بإعادة تنسيق صفحات الوب لجعلهم مناسبين للأجهزة ذات الشاشات الصغيرة.

## وصلات خارجية
- موقع اختبار أسيد2